# Rodeo (evenement)

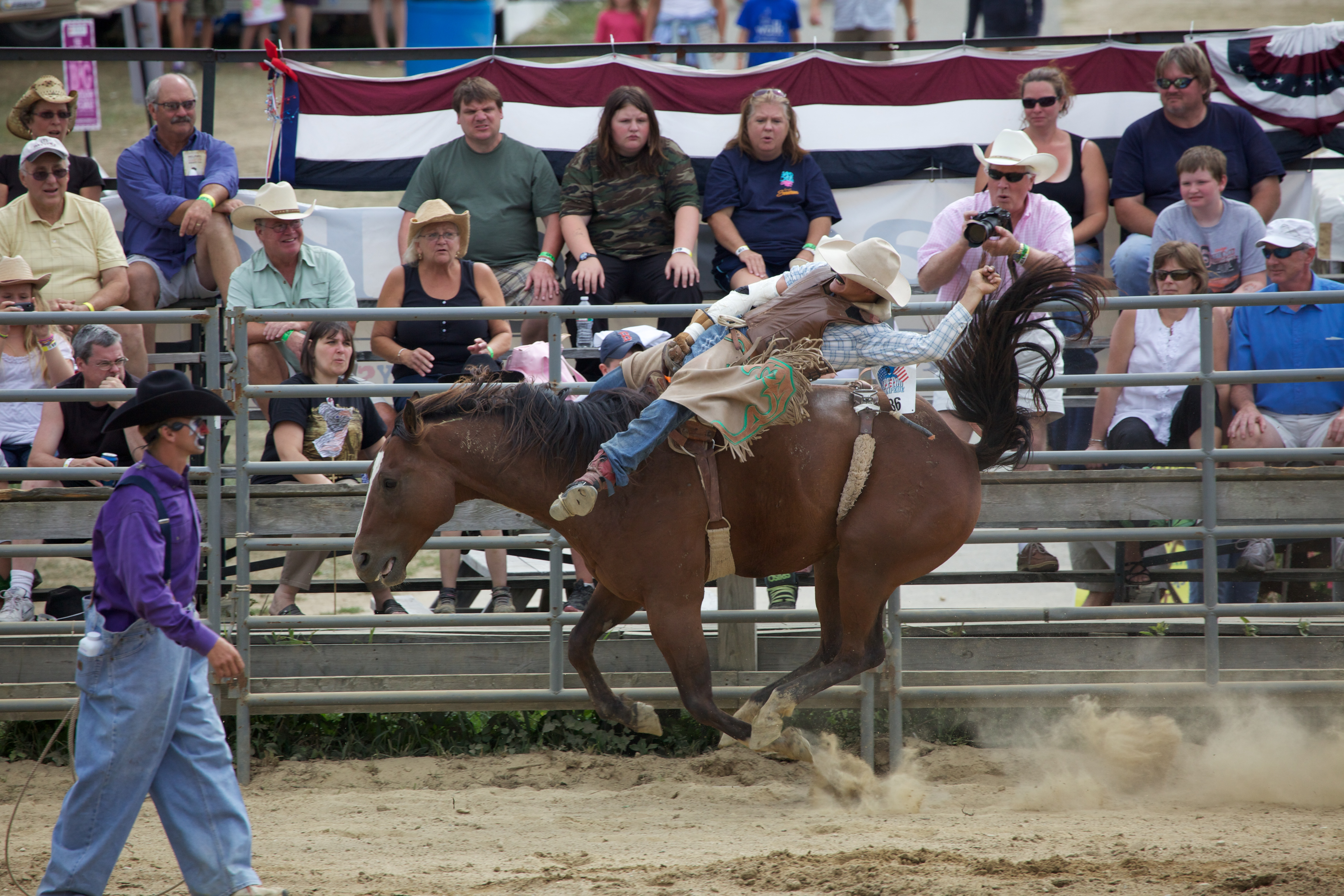
Een rodeo

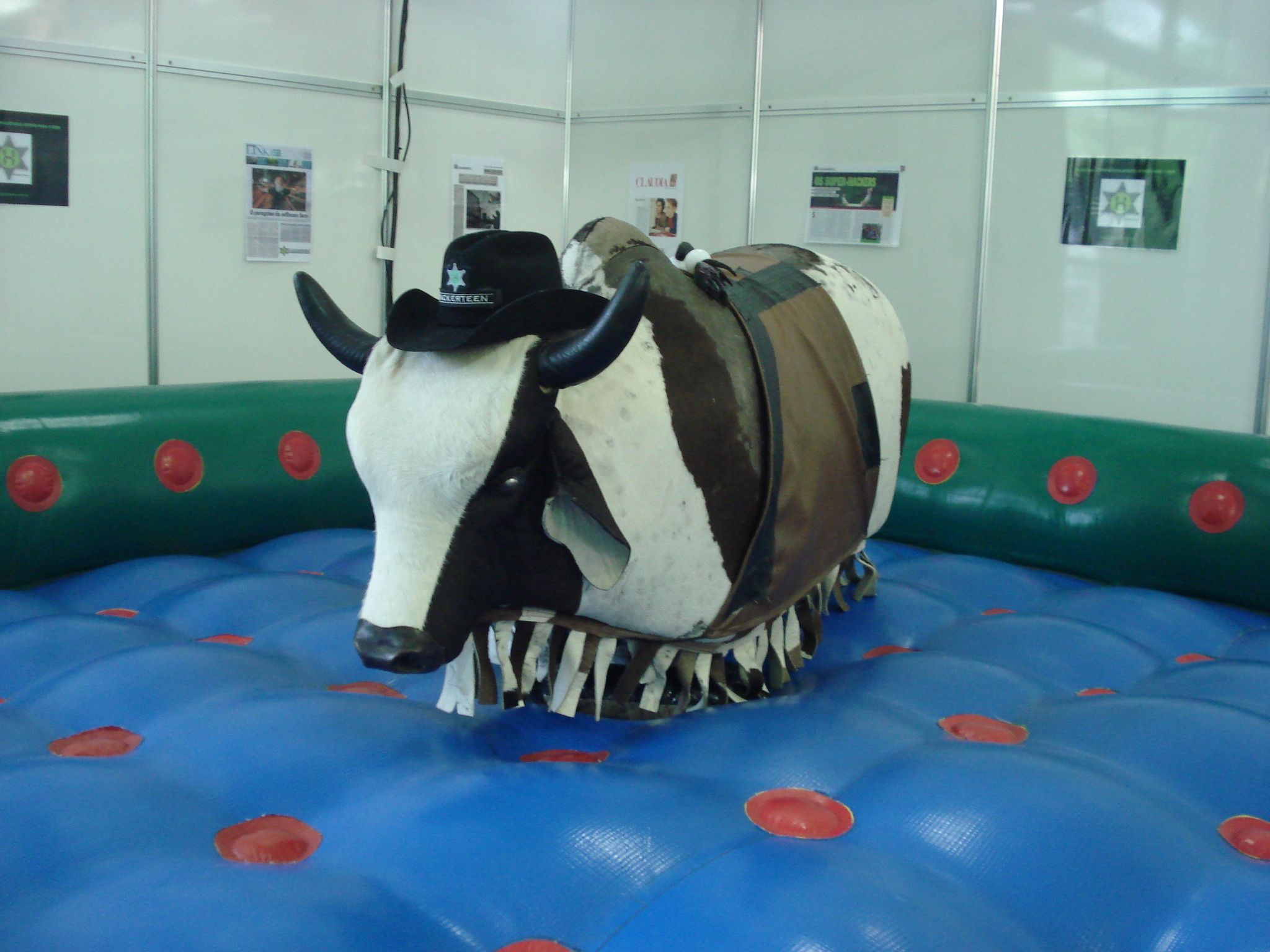
Op een mechanische stier rijden wordt ook wel gedaan op feesten, in sportclubs of als spel op televisie

Een rodeo (Spaans: 'rondgaan') is een evenement waarbij vee betrokken is.
De hedendaagse rodeo is ooit begonnen als een wedstrijd tussen twee verschillende cattle ranches (veehouderijbedrijven) in de Amerikaanse staat Colorado. De winnaar van de verschillende onderdelen werd als beste ranch beschouwd. De eerste rodeo's gaan zelfs terug tot de 16de eeuw, toen de Spaanse ranchers met hun Mexicaanse cowboys (vaqueros) wedstrijden hielden. In delen van Spanje wordt vanuit die traditie ook nog steeds het stierenvechten georganiseerd, waarbij de stier uiteindelijk gedood wordt. Dit staat los van de hedendaagse rodeo.
Gebruikelijke onderdelen van rodeo-evenementen zijn bronc riding (met of zonder zadel proberen op een wild paard te blijven zitten), calf roping (vanaf een paard met een lasso een kalf vangen en daarna de poten samenbinden), barrel racing (gezeten op een paard zo snel mogelijk een slalomparcours afleggen), bull riding (proberen op een wilde stier te blijven zitten) en steer wrestling (tijdens de achtervolging van een stierkalf van het paard springen en het kalf tegen de grond worstelen). In vooral het westen van de Verenigde Staten en Canada zijn rodeo's populair en worden professionele wedstrijden georganiseerd met als "rijkste" rodeowedstrijd de Calgary Stampede.

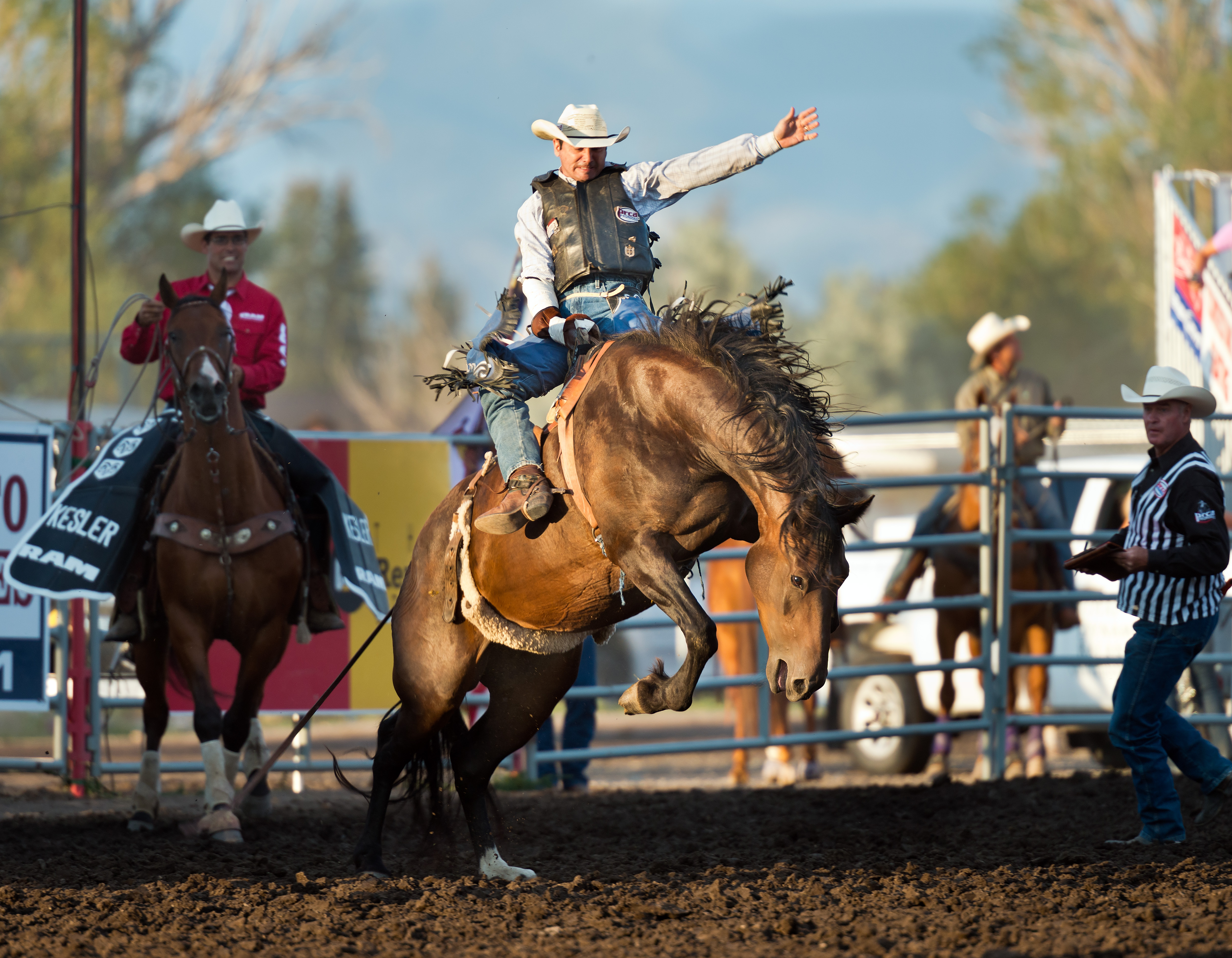
Bronc riding
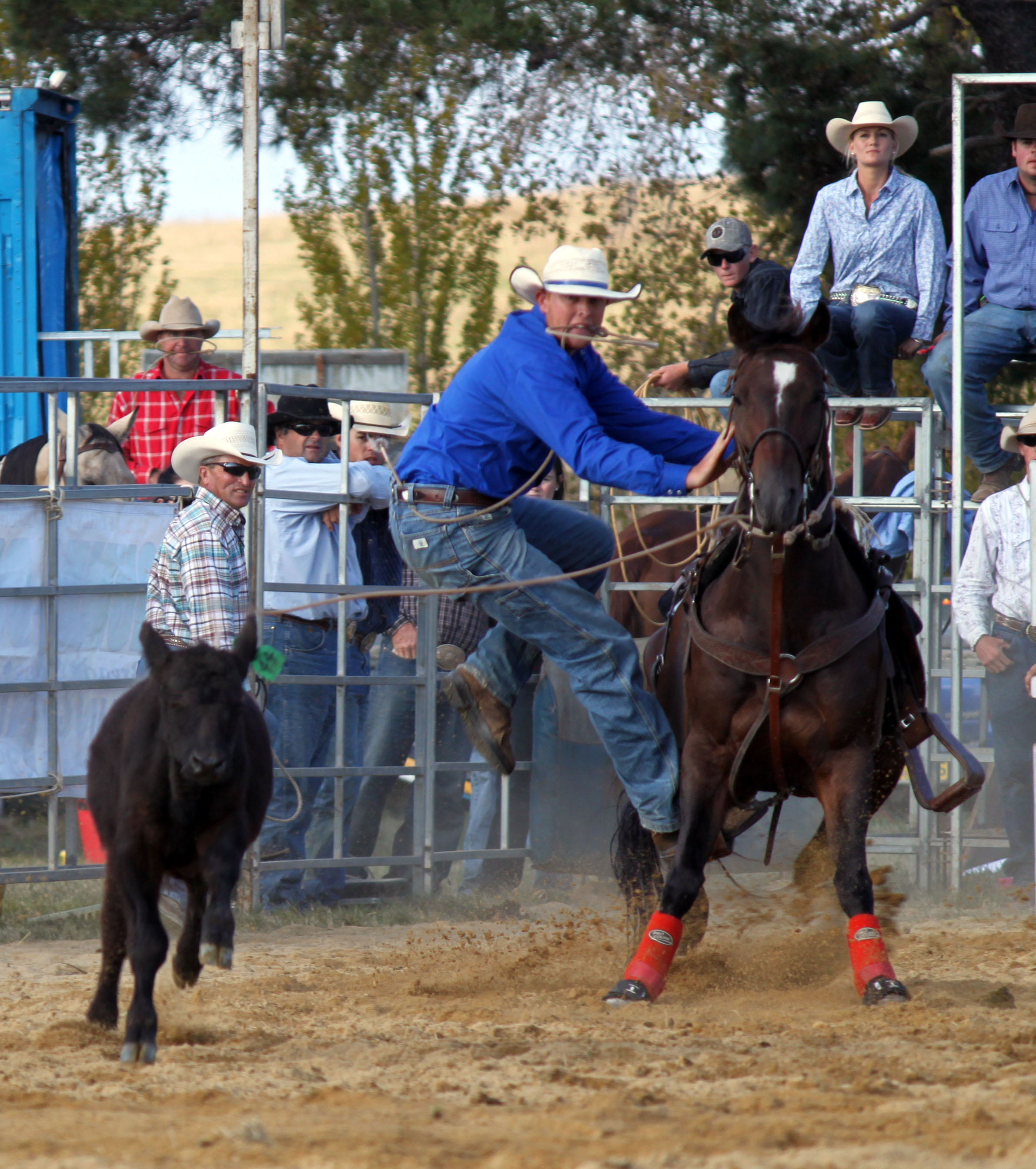
Calf roping
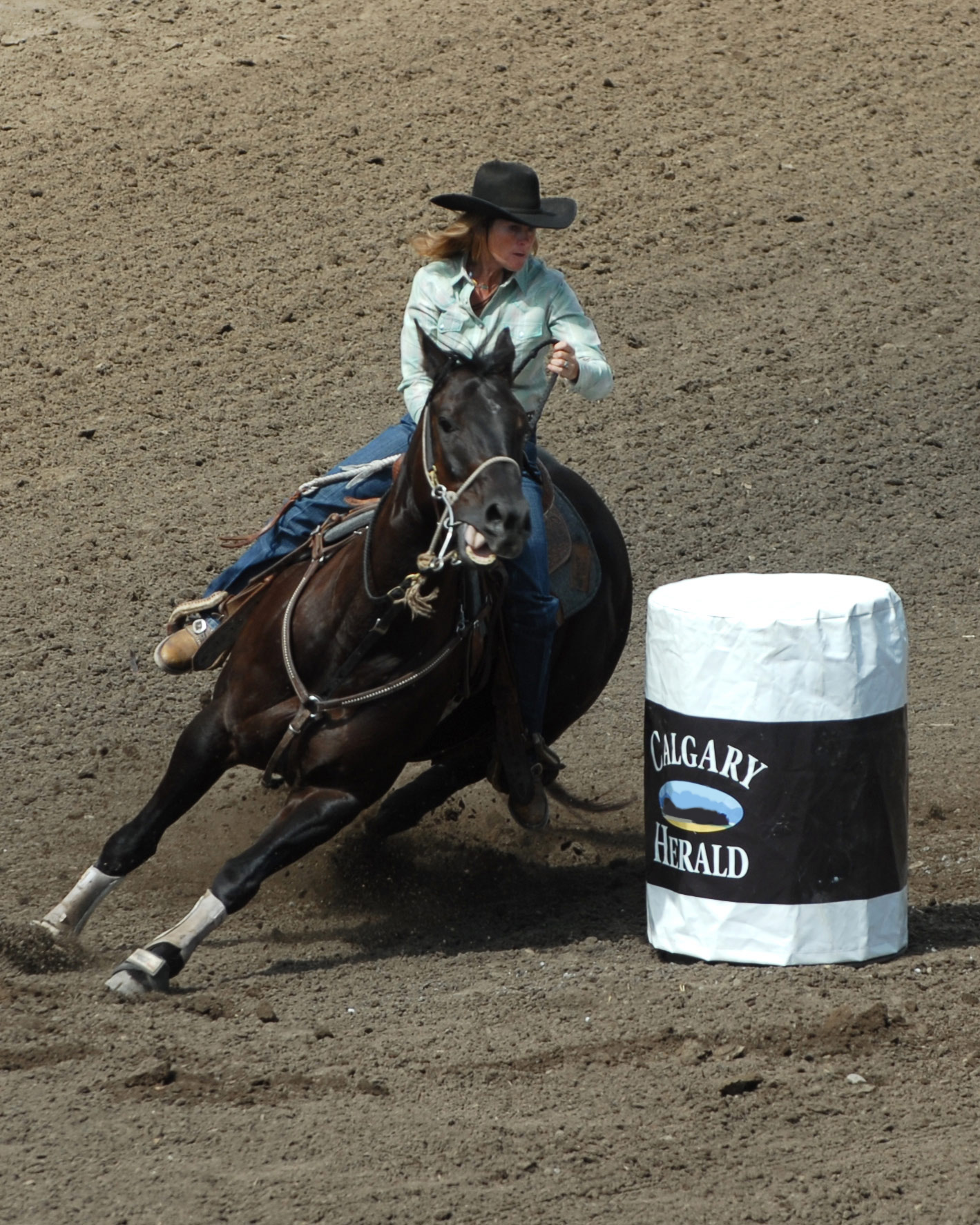
Barrel racing
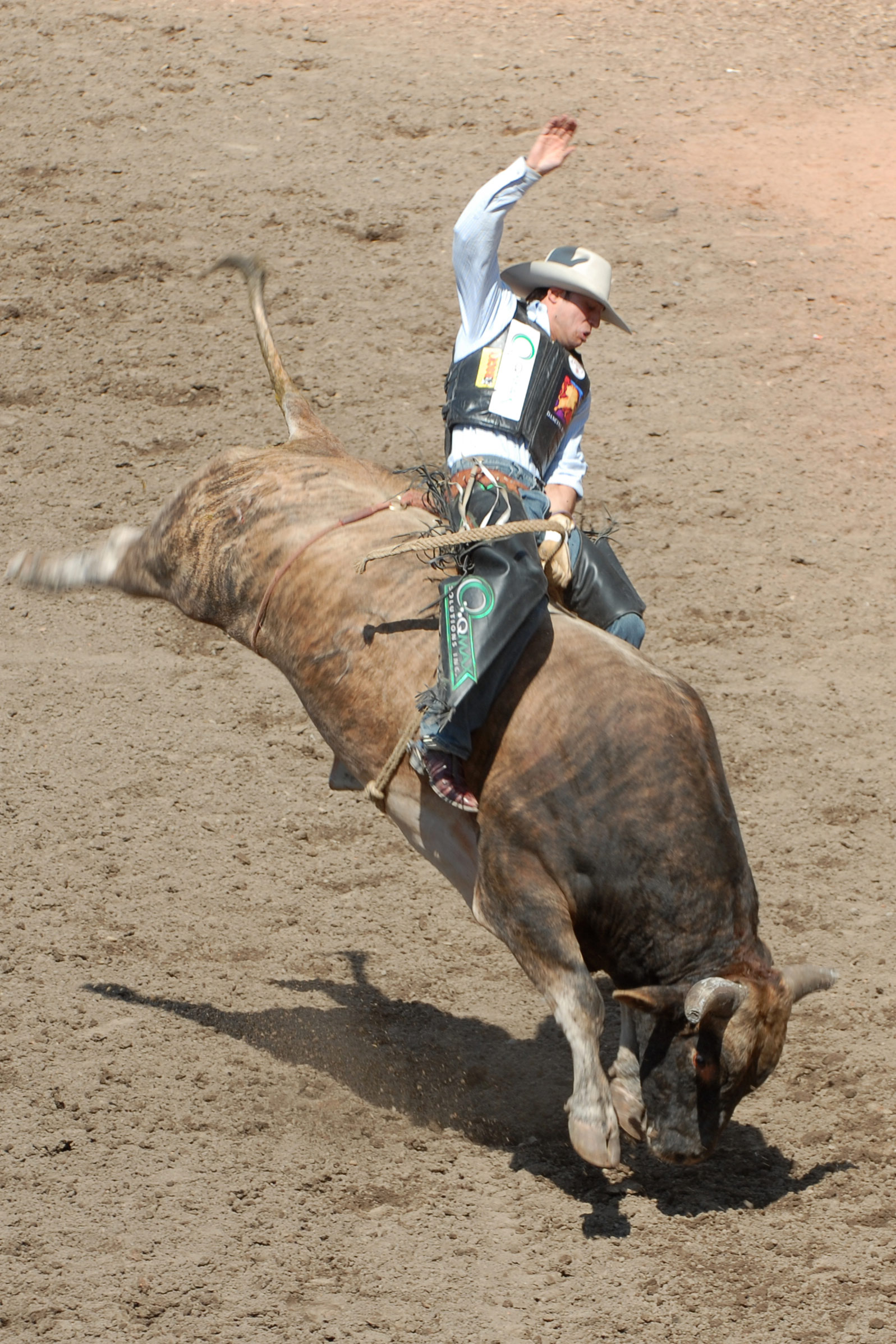
Bull riding
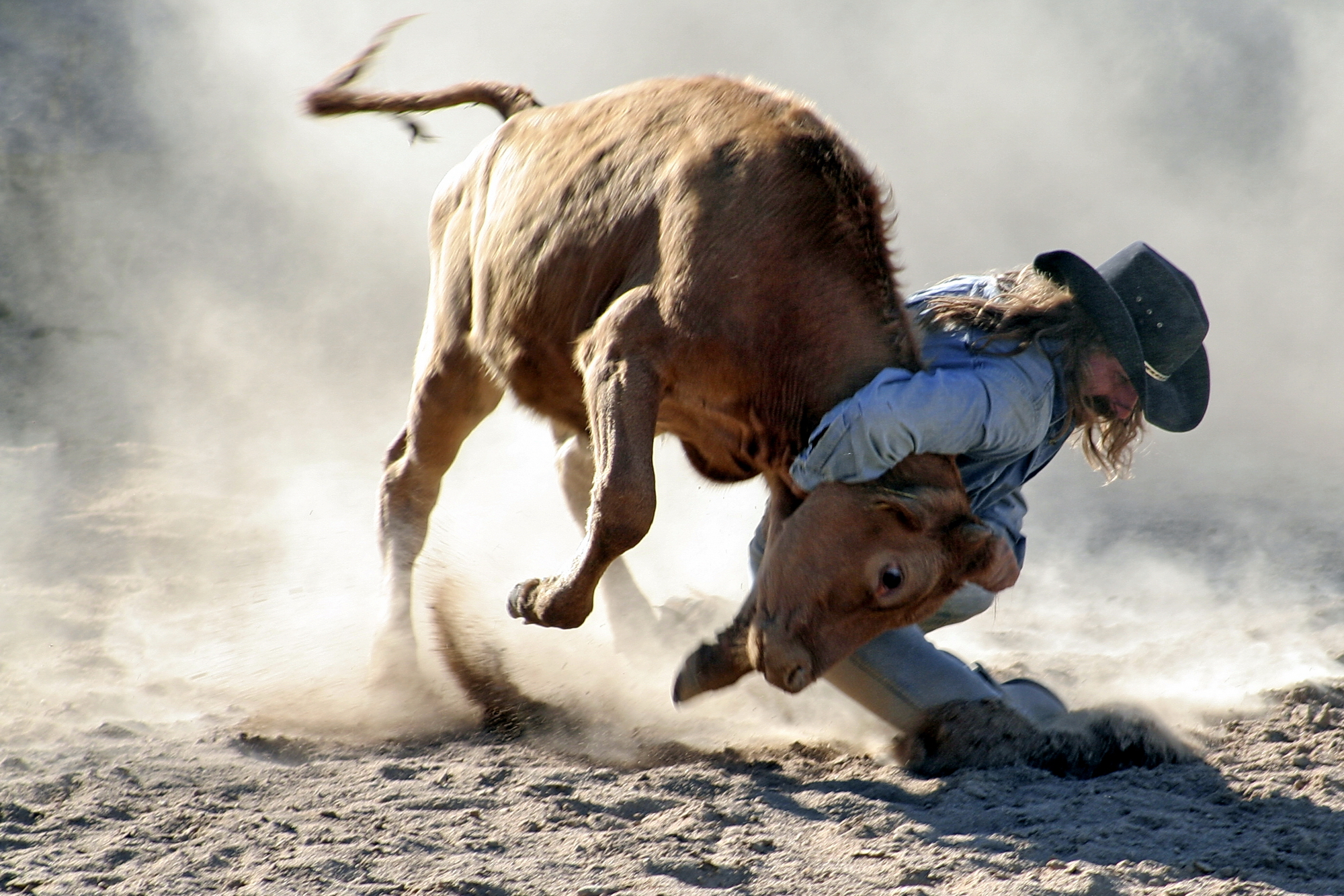
Steer wrestling

Tegenstanders beschouwen de rodeo als een wreed spektakel voor de dieren die erbij betrokken zijn. De runderen en paarden die gebruikt worden, lopen regelmatig gebroken botten, vleeswonden en andere ernstige verwondingen op door de sporen van de ruiters en stieren zouden pijn ondervinden door het gebruik van de flank strap, een touw dat strak om de lendenen of testikels van de stier zou worden gebonden. Voorstanders dragen aan dat er strikte regels zijn voor het gebruik van sporen (die rond en onscherp zijn) en dat de eigenaren van stieren en paarden hun dure dieren niet graag gewond zien raken. De flank strap wordt volgens hen relatief losjes om de lendenen van de stier of paard gebonden en zeker niet om de testikels, omdat ze anders niet meer willen bewegen. In de praktijk blijven veel stieren nog flink rondspringen nadat de berijder eraf is gevallen. De stier neemt dan niet snel de berijder op de horens, zoals bij het Spaanse stierenvechten, maar blijft rondspringen tot de flank strap losser zit. Deze riem om de lendenen van het bereden dier wordt door een begeleider in de opstapkooi aangetrokken bij het betreden van de arena. In sommige Amerikaanse steden is deze riem verboden.